# Hypulus relictus
Hypulus relictus is een keversoort uit de familie zwamspartelkevers (Melandryidae). De wetenschappelijke naam van de soort werd in 1900 gepubliceerd door Semenow.